# 丹羽将弥
丹羽 将弥（にわ まさや、1989年4月18日 - ）は、愛知県海部郡佐屋町（現：愛西市）出身の元プロ野球選手（外野手）。右投右打。

## 経歴

### プロ入り前
愛知県海部郡佐屋町（現：愛西市）出身。永和小3年時に永和クラブで投手として野球を始める。永和中学時代には硬式野球の西尾張ドリームスに所属。
岐阜城北高時代は1年生から中軸を打ち、2年生では選抜高等学校野球大会に4番打者として出場し、岐阜県勢としておおよそ半世紀ぶりとなるベスト4進出に貢献した。
3年夏は県大会の準決勝で敗退したものの、5月に対戦したブラジル高校選抜と対戦し長良川球場で140メートル越えの場外HRを放ったことがスカウトの目に止まった。
2007年に高校生ドラフト1位（中田翔の外れ1位）で入団。高校通算23本塁打。

### プロ入り後
1年目の2008年は二軍で14試合に出場、打率.125に終わったが1本塁打を記録した。翌2009年は二軍で41試合に出場するも打率.154、0本塁打、OPS.446とプロの壁に苦しんだ。
2010年は二軍で68試合に出場し、打率.208、1本塁打、OPS.533と前年よりも成績を上げた。2011年は、二軍での出場試合数こそ47試合に減少したものの打率.238、1本塁打、OPS.579と成績を伸ばした。
しかし、2012年は二軍で僅か5試合の出場に終わり、10月4日に戦力外通告を受けた。その後、長打力を期待されて11月11日から地元ナゴヤ球場で行われた中日ドラゴンズの秋季練習にテスト生として参加したが、11月21日の紅白戦では3打数無安打と結果を残せず、翌11月22日に不合格が発表された。

### 引退後
その後、関西メディカルスポーツ学院に入学して1年間在籍、2014年からは日本新薬硬式野球部に所属して社会人野球でプレーすることが決まった。ここで2年間プレーして2015年オフに退部。

## 詳細情報

### 年度別打撃成績
- 一軍公式戦出場なし

### 背番号
- 32 （2008年 - 2012年）

### 応援歌
- 龍AGARE! - bless4